# Альберт (соус)
Соус альберт (англ. Albert sauce) — гарячий соус британської та французької кухні з хріном до тушкованої яловичини або баранини. Отримав назву на честь принца Альберта Саксен-Кобург-Готського, чоловіка королеви Великої Британії Вікторії.
За рецептом О. Ескоф'є, для приготування соусу тертий хрін проварюють в білому консоме, потім додають англійський масляний соус із борошна, вершкового масла, підсоленої кип'яченої води і лимонного соку, а також вершки та хлібний м'якуш. Соус варять до загустіння та проціджують через тканину. Потім соус додатково загущують яєчними жовтками та приправляють гірчицею, розведеною винним оцтом і рубаною зеленню петрушки.